# 筒井哲夫
筒井 哲夫（つつい てつお、1944年 - ）は、日本の応用化学者。専門分野は高分子物性、機能有機材料、有機半導体材料、有機エレクトロニクス。

## 経歴
福岡県に生まれる。1963年福岡県立修猷館高等学校を経て、1967年九州大学工学部応用化学科を卒業。1969年九州大学大学院工学研究科応用化学専攻修士課程を修了。
1969年三菱油化（三菱化学を経て現・三菱ケミカル）に勤務した後、1971年九州大学工学部助手となり、1978年より1979年までカナダ・モントリオールのマギル大学において研究。帰国後、1980年九州大学大学院総合理工学研究科助手、1986年同助教授を経て、1995年同教授に就任。2003年より2006年まで九州大学大学院総合理工学研究院長・学府長を務める。2007年九州大学先導物質化学研究所教授に就任。2006年から科学技術振興機構・戦略的創造研究推進事業(さきがけ）「物質と光作用」研究総括も務めた。2008年九州大学を定年退職。九州大学名誉教授。
1979年より電子伝導性高分子や有機ELの研究に携わり、2005年に有機EL討論会を立ち上げた。2007年応用物理学会フェロー表彰。2009年紫綬褒章。2017年瑞宝中綬章。

## 著書
- 『有機EL研究概論：革新的イノベーションを生んだ科学と技術』（丸善出版、2020年）